# Russel Crouse
Russel Crouse (Findlay, 20 de febrero de 1893-Nueva York, 3 de abril de 1966) fue un dramaturgo y libretista estadounidense, conocido por su trabajo en la asociación de escritura de Broadway Lindsay y Crouse con Howard Lindsay.

## Vida y carrera
Nacido en Findlay, Ohio, Crouse era hijo de Hiram Powers Crouse, un periodista, y Sarah Schumacher. Comenzó su carrera en Broadway en 1928 como actor en la obra Gentlemen of the Press, en la que interpretó a Bellflower. En 1931, sin embargo, había centrado su atención en la escritura, escribiendo el libro para el musical The Gang's All Here, en colaboración con Frank McCoy, Morrie Ryskind y Oscar Hammerstein II.
Su primer trabajo con su compañero de trabajo Howard Lindsay llegó en 1934, cuando los dos revisaron el libro de P. G. Wodehouse/Guy Bolton para el musical de Cole Porter Anything Goes. Luego pasaron a adaptar Life with Father de Clarence Day, que se convirtió en una de las obras de Broadway de mayor duración.
Más tarde, Lindsay y Crouse se convirtieron en productores de Broadway, a menudo actuando en esa capacidad para su propio trabajo. También poseían y operaban el Hudson Theatre en 44th Street en la ciudad de Nueva York.
Quizás su colaboración más conocida fue en el libreto del musical ganador del premio Tony de 1960 The Sound of Music, que incluía música de Richard Rodgers y letras del antiguo colaborador de Crouse, Oscar Hammerstein II. Su obra de 1946 State of the Union ganó el premio Pulitzer de drama de ese año. También colaboraron en Call Me Madam, Happy Hunting, Mr. President y The Great Sebastians (1955). Crouse se unió al club social The Lambs en 1941 y siguió siendo miembro hasta su muerte.
Crouse es el padre del escritor Timothy Crouse, y nombró a su hija actriz Lindsay Ann Crouse en un homenaje intencional a su colaboración con Howard Lindsay.